# Giorgio Orsoni
Giorgio Orsoni (Venecia, Italia; 29 de agosto de 1946) es un jurista y político italiano, antiguo alcalde de Venecia.

## Biografía
Orsoni ha sido abogado de profesión desde el año 1972 y es profesor de Derecho Administrativo en la Università Ca' Foscari de Venecia. Ha sido también presidente de la Barra de Venecia y presidente de la Unión de Consejos de la Orden Triveneta.
Entre 1997 y 2003, fue presidente de Save Engineering SpA, compañía de ingeniería del Aeropuerto Marco Polo de Venecia. Entre 2000 y 2003 fue director de la Bienal de Venecia.
En las elecciones de 2010, fue elegido alcalde de Venecia, encabezando una coalición de centro-izquierda, derrotando en la primera ronda al ministro Renato Brunetta, el candidato del centro-derecha. De acuerdo con el diario The Times, Brunetta era el candidato favorito para ganar las elecciones.

## Controversias
Orsoni sufrió arresto domiciliario el 4 de junio de 2014, en un caso de presunta violación de la ley de Financiación de Partidos. Fue absuelto en parte y prescrito en parte en 2017.